# 反强奸之战
反强奸之战 (WAR)是一个非政府组织 (NGO)设在卡拉奇，成立于1989年。
在1979-1988年，巴基斯坦颁布了戒严令，这导致了许多非政府组织的诞生，包括WAR。 该组织的任务是使公眾知悉巴基斯坦的强奸问题；1992年发布的一份报告中，有60起强奸案，其中20%涉及警察 。在2008年, 该组织声称他们的一些成员被一宗教团体殴打，因为他们试图帮助一民被轮奸的女性来辨认她的强奸犯  